# Айнзидельн (округ)
Айнзидельн (нем. Einsiedeln (Bezirk)) — округ в Швейцарии. Центр округа — город Айнзидельн.
Округ входит в кантон Швиц. Занимает площадь 110,4 км². Население 13 542 чел. Официальный код — 0501.

## Коммуны округа
| Герб       | Коммуна    | Население (2006) | Площадь км² | Официальный код |
| ---------- | ---------- | ---------------- | ----------- | --------------- |
| Айнзидельн | Айнзидельн | 13 542           | 110,4       | 1301            |
|            | Итого      | 13 542           | 110,4       | 0501            |